# Leonardo Acevedo
Leonardo Acevedo Ruiz (Medellín, 18 aprile 1996) è un calciatore colombiano, attaccante del Seongnam.

## Carriera
Con l'Atlético Nacional ha vinto una Copa Colombia nel 2013, mentre col Porto B ha vinto la Segunda Liga nel 2015.

## Palmarès

### Club

#### Competizioni nazionali
- Copa Colombia: 1

Atlético Nacional: 2013
- Segunda Liga: 1

Porto B: 2015-2016